# Иванова, Юлия Викторовна
Юлия Викторовна Иванова (5 декабря 1977, Волгоград, СССР) — российская спортсменка, представляла художественную гимнастику в командных упражнениях. Бронзовый призёр летних Олимпийских игр 1996 в командных упражнениях (вместе с Ириной Дзюбой, Ольгой Штыренко и Еленой Кривошей под руководством старшего тренера национальной сборной команды России, зтр Марины Васильевны Фатеевой). Заслуженный мастер спорта Российской Федерации по художественной гимнастике. Награждена медалью ордена «За заслуги перед Отечеством» II степени.
Подопечная заслуженного тренера России В. С. Пастуховой.